# Lollapalooza Argentina 2022
Lollapalooza Argentina 2022 fue la séptima edición del festival mundial Lollapalooza que comenzó a nivel nacional en el año 2014, fue llevada a cabo en el Hipódromo de San Isidro.  
Luego de dos años de aplazamiento debido a la Pandemia de COVID-19 se decidió llevar a cabo el evento los días 18, 19 y 20 de marzo de 2022. 

## Presentaciones
Entre muchos artistas conocidos en la escena mundial de la música, el Lineup de la octava edición del festival contó con artistas como Foo Fighters, The Strokes, Miley Cyrus, Martin Garrix, Doja Cat, ASAP Rocky, Jhay Cortez, Alesso, Machine Gun Kelly, A Day to Remember, Alessia Cara, Alan Walker, Turnstile, Jack Harlow, 070 Shake, Él Mató a un Policía Motorizado, Marina Diamandis, Pabllo Vittar, Chris Lake, Airbag, Babasónicos, Bizarrap, Duki, Emilia Mernes, Louta, Wos, Nicki Nicole, Justin Quiles, L-Gante, Ashnikko, Sen Senra, Emmanuel Horvilleur, Luck Ra, Acru, Jxdn, entre otros.

## Lineup
El 13 de diciembre se lanzó el lineup que tiene como principales atracciones a Foo Fighters, The Strokes, Miley Cyrus, Martin Garrix y Doja Cat. El 2 de marzo se confirmaron los horarios para las tres jornadas, en marzo se confirmó la baja de artistas como C. Tangana y Jane's Addiction, entre otros.

#### Primer día
| Rosario Ortega | -                 | -                | -                       | -           | - | - | - | Axel Fiks | Falke 912 | Les Ivans |
| Tai Verdes     | Chita             | Natalie Pérez    | Freestyle Master Series | Rudy Güemes |   |   |   |           |           |           |
| Emilia Mernes  | Louta             | Seven Kayne      | Brandi Cyrus            | Aguafiestas |   |   |   |           |           |           |
| Wos            | A Day to Remember | 070 Shake        | La Joaqui               | Raviolis    |   |   |   |           |           |           |
| Alesso         | Duki              | Marina Diamandis | Sael                    | Ni Locos    |   |   |   |           |           |           |
| Miley Cyrus    | ASAP Rocky        | Airbag           | Bomboox Cartel          |             |   |   |   |           |           |           |
|                | Bizarrap          | Turnstile        | Dillom                  |             |   |   |   |           |           |           |
|                |                   |                  | Alok                    |             |   |   |   |           |           |           |
| Deorro         |                   |                  |                         |             |   |   |   |           |           |           |

#### Segundo día
| Sábado 19 de marzo              | Sábado 19 de marzo                | Sábado 19 de marzo | Sábado 19 de marzo      | Sábado 19 de marzo |
| Flow                            | Samsung                           | Alternative        | Perry's Stage           | Kidzapalooza       |
| ------------------------------- | --------------------------------- | ------------------ | ----------------------- | ------------------ |
| Chiara Parravicini              | Wiranda Johansen                  | Molok0             | Lucia Tachetti          | DJ Uopa Nachi      |
| Clara Cava                      | Derby Motoreta’s Burrito Kachimba | Girl Ultra         | Ghetto Kids             | Mundo Arlequin     |
| Jxdn                            | Litto Nebbia                      | Marc Seguí         | D3FAI                   | Circo Alboroto     |
| Él Mató a un Policía Motorizado | Khea                              | Lola Índigo        | Kiddo Toto              | Rock n' Learn      |
| Nicki Nicole                    | Doja Cat                          | LP                 | Taichu                  | Pequeño Pez        |
| Machine Gun Kelly               | Alan Walker                       | Kehlani            | Freestyle Master Series | PJ Masks           |
| The Strokes                     | Justin Quiles                     | Jack Harlow        | Dani Ribba              |                    |
|                                 |                                   |                    | Pabllo Vittar           |                    |
| Ashnikko                        |                                   |                    |                         |                    |
| Chris Lake                      |                                   |                    |                         |                    |

#### Tercer día
| Domingo 20 de marzo | Domingo 20 de marzo | Domingo 20 de marzo | Domingo 20 de marzo                | Domingo 20 de marzo       |
| Flow                | Samsung             | Alternative         | Perry's Stage                      | Kidzapalooza              |
| ------------------- | ------------------- | ------------------- | ---------------------------------- | ------------------------- |
| Malena Villa        | BB Asul             | Simona              | Reydel                             | DJ Sista V                |
| Las Ligas Menores   | Celli               | Paula Cendejas      | Ronpe 99'                          | Laberinto Masticable      |
| The Wombats         | Sen Senra           | Remi Wolf           | Six Sex                            | Rock Sin Frenos           |
| IDLES               | Alessia Cara        | Emmanuel Horvilleur | Saramalacara                       | Mecache                   |
| Jhay Cortez         | Tiago PZK           | Channel Tres        | Luck Ra                            | Pancheta y los Papafritas |
| Foo Fighters        | Babasónicos         | L-Gante             | Freestyle Master Series            | Koufequin                 |
|                     | Martin Garrix       |                     | Acru                               |                           |
|                     | Goldfish            |                     |                                    |                           |
|                     |                     |                     | Alan Gomez, DJ Tao & Kaleb Di Masi |                           |
| Kaytranada          |                     |                     |                                    |                           |

## Evento
El primer día, viernes 18 de marzo de 2022, asistieron más de 100.000 espectadores y se presentaron artistas como Miley Cyrus, Alesso, ASAP Rocky, Bizarrap, Airbag, Wos, Louta, Duki, Emilia Mernes, entre otros. En el segundo día, sábado 19 de marzo de 2022 la asistencia rondó entre las 95.000 a 105.000 personas, se presentaron principalmente The Strokes, Doja Cat, Machine Gun Kelly, Alan Walker, Kehlani, Nicki Nicole, Khea, Justin Quiles, entre otros. El evento finalizó el domingo 20 de marzo de 2022, con las presentaciones de artistas como Foo Fighters, Idles, Martin Garrix, Jhay Cortez, L-Gante, Babasónicos, Alessia Cara, The Wombats, Acru, entre otros. La última fecha junto en total las presentaciones de más de 100 bandas y solistas para más de 300.000 personas en el Hipódromo de San Isidro.